# Gravité arc-en-ciel

Décomposition de la lumière par un prisme : si la théorie de la gravité arc-en-ciel est vraie, alors la gravité agit de la même manière sur un rayon lumineux.

La gravité arc-en-ciel est une conjecture qui propose un univers sans commencement, qui vivrait indéfiniment sans Big Bang ni origine précise. Cette théorie se base sur l'hypothèse que chaque longueur d'onde de la lumière réagit différemment face à la gravitation.
Cette théorie a été inventée au début du XXIe siècle et peut potentiellement réconcilier la théorie de la relativité générale et la mécanique quantique.
Son nom vient de son axiome principal qui postule le fait que la gravitation permettrait de séparer un rayon de lumière en ses différentes longueurs d'onde comme le fait un prisme.
Les scientifiques tentent actuellement de détecter la gravité arc-en-ciel grâce au Grand collisionneur de hadrons.

## Théorie
En 2003, cette théorie a été développée en contradiction avec celle du Big Bang afin de réconcilier les mathématiques fondamentalement différentes qui décrivent les grandes branches de la physique. En effet, elle pose comme hypothèse que les différentes longueurs d'onde de la lumière, qui ont différentes énergies électromagnétiques, peuvent être courbées et finalement séparées par la gravité lors de leur voyage à travers l'univers.
Ce phénomène serait imperceptible dans un champ de faible gravité comme la Terre, mais notable en présence d'une très forte gravité, comme un trou noir.
Si cette hypothèse était vérifiée, elle contredirait la théorie du Big Bang qui implique que toutes les longueurs d'onde de la lumière sont également influencées par la gravitation.

### Implications sur l'espace-temps
La théorie dominante décrivant l'évolution de l'univers prévoit une accélération constante de son expansion. À l'inverse, si on remonte le temps, il était à un moment donné bien plus dense. Si c'est vrai, la gravité arc-en-ciel interdit la singularité gravitationnelle comme origine de l'univers telle que décrite par le Big Bang dans le cadre de la relativité générale.
Cela veut dire que si l'on revoit l'histoire à l'envers, l'univers approche un point de densité extrême sans jamais l'atteindre. Et ceci implique que l'univers n'a pas de point d'origine.

## Critique
Des contraintes inflexibles régissent les scénarios où la vitesse de la lumière dépend de son énergie. Partant de ces faits, Sabine Hossenfelder a sévèrement critiqué le concept de gravité arc-en-ciel, en affirmant : « Ce n'est ni une théorie, ni un modèle, c'est juste une idée qui ne s'est jamais transformée en une véritable théorie malgré dix ans de travail. Il n'a pu être montré si la gravité arc-en-ciel était compatible avec le modèle standard. Il n'existe aucune quantification connue de cette approche et personne ne peut décrire les interactions à partir de cette hypothèse. De plus, elle implique des non-localités, qui ont déjà été réfutées. Je pense donc qu'aucun article ne devrait être publié tant que ces problèmes ne seront pas résolus. »